# أرتو بآسيلينا
أرتو بآسيلينـّا (Arto Paasilinna؛ كيتيلا، 20 أبريل 1942) مؤلف فنلندي وصحفي سابق. تعتبر روايته عام الأرنب البري Jäniksen vuosi أنجح أعماله والتي اشتهرت وترجمت إلى الفرنسية والأستونية واليابانية والهولندية والإنجليزية والألمانية والتشيكية والألبانية والإيسلندية والسويدية والإيطالية والإسبانية والعبرية والمجرية والدنماركية والكرواتية واللاتفية واليونانية واللتوانية والنرويجية والبولندية والسلوفينية والأوكرانية والروسية والجاليكية.
و يعتبر أرتو بآسيلينـّا أشهر كاتب معاصر في فنلندا, وخارج فنلندا له جمهور قراء في دول كفرنسا وألمانيا.
تعكس كتب بآسيلينـّا الحياة الفنلندية الشائعة، غالبا من وجهة نظر رجل في منتصف العمر. وتتميز أعماله بالإيقاع السريع، والأسلوب الساخر الخفيف، معظم هذه السرديات تصنف ك رواية تشردية حيث بها المغامرة مع السخرية من الحياة المعاصرة. أعمال معينة له من الممكن اعتبارها كأسطورة حديثة، ليس آخرها عام الأرنب البري، والتي تصف رحلة صحفي سابق بحثا عن الأصالة والقيم في غابات فنلندا المهجورة هاربا من الخواء والعبثية في المجتمع الاستهلاكي المعاصر. بطل روايته فاتانين يصطحب أرنب بري مصاب معه في رحلته، معالجا اياه، حيث تتعمق بداخله مشاعر الاستياء من حياته المدنية السابقة.
ترجمت أعماله بكثافة للفرنسية. توجد على الأقل نصف دستة من رواياته في طبعات ورقية. عام 1974 روايته Paratiisisaaren Vangit ظهرت بالفرنسية تحت عنوان سجناء الجنة.
و تدور أحداثها بشكل ساخر حول تحطم طائرة تابعة للأمم المتحدة على جزيرة مهجورة بالمحيط الباسيفكي. ركاب الطائرة هم قاطعو أخشاب وعمال في الغابات، وقابلات وممرضات. كما في عام الأرنب البري (بالفرنسية, Le lièvre de Vatanen (أرنب فانتين البري)), رواي القصة صحفي. أعطى الناجون متعددو الجنسيات (فنلندين، سويدين، نرويجين وإنجليزين) فرصة ممتازة لباسيلينا لخلق مواقف مضحكة من الاختلاف اللغوي والقومي بين شخصيات القصة. يتفق الناجون على استخدام أكواب الكحول بدلا من المال كمكافأة على العمل. ويوجد بالقصة أيضا عيادة أسرة تقدم موانع حمل مجانية.سرعان مايكتشفوا أنهم ليسو الوحيدين على الجزيرة، ويقوموا باعداد خطة للحصول على المساعدة.
كتب بآسيلينـّا أكثر من 33 رواية. ويقول عنه ناشره, "باسيلينا السنوى عنصر أساسي في الخريف الفنلندي مثل تساقط اوراق البتيولا."
أحيانا يتهم بآسيلينـّا بكتابة كتب متشابهة، لكن أسلوبه جذب قاعدة قراء عريضة ازددادت بتصدر رواياته المبيعات على مدى سنوات اشتغاله بالكتابة.
تحولت اثنتان من رواياته Lentävä kirvesmies وRovasti Huuskosen petomainen miespalvelija إلى قصص مصورة من رسم هانو لوكيرنن.
الكاتب إرنو بآسيلينا وعضو البرلمان الأوروبي رينو بآسيلينا هما أخواه.

## أعماله
- Operaatio Finlandia (العملية فنلنديا) (1972)
- Paratiisisaaren vangit (سجناء جزيرة الفردوس) (1974)
- Jäniksen vuosi (عام الأرنب البري) (1975)
- Onnellinen mies (الرجل السعيد) (1976)
- Isoisää etsimässä (باحثا عن جدي (والد الأب)) (1977)
- Sotahevonen (حصان حرب) (1979)
- Herranen aika (خيرة كريمة) (1980)
- Ulvova mylläri (طحان العويل) (1981)
- Kultainen nousukas (متسلق ذهبي) (1982)
- Hirtettyjen kettujen metsä (غابة الثعالب المشنوقة) (1983)
- Ukkosenjumalan poika (ابن اله الرعد) (1984)
- Parasjalkainen laivanvarustaja (نجار السفن قدم الخير) (1985)
- Vapahtaja Surunen (سورنين المنقذ) (1986)
- Koikkalainen kaukaa (كويكالينين من بعيد جدا) (1987)
- Suloinen myrkynkeittäjä (خمار السم الذيذ) (1988)
- Auta armias (نجدة السماء) (1989)
- Hurmaava joukkoitsemurha (انتحار جماهيري ساحر) (1990)
- Elämä lyhyt, Rytkönen pitkä (حياة قصيرة، رتكونين طويلة) (1991)
- Maailman paras kylä (أفضل قرية في العالم) (1992)
- Aatami ja Eeva (آدم وحواء) (1993)
- Volomari Volotisen ensimmäinen vaimo ynnä muuta vanhaa tavaraa (زوجة فولوماري فولوتزن الأولى وأشياء أخرى قديمة) (1994)
- Rovasti Huuskosen petomainen miespalvelija (القس هاسكونين وخادمه المتوحش) (1995)
- Lentävä kirvesmies (نجار طائر) (1996)
- Tuomiopäivän aurinko nousee (شروق شمس يوم القيامة) (1997)
- Hirttämättömien lurjusten yrttitarha (حديقة أعشاب الأوغاد الغير مشنوقين) (1998)
- Hirnuva maailmanloppu (صهيل نهاية العالم) (1999)
- Ihmiskunnan loppulaukka (آخر جولة للجنس البشري) (2000)
- Kymmenen riivinrautaa (عشر مبرشات) (2001)
- Yhdeksän unelmaa (تسعة أحلام) (2002)
- Liikemies Liljeroosin ilmalaivat (مناطيد رجل الأعمال ليجروس) (2003)
- Tohelo suojelusenkeli (ملاك حارس أبله) (2004)
- Suomalainen kärsäkirja (كتاب أنف فنلندي) (2005)
- Kylmät hermot, kuuma veri (أعصاب باردة، دم ساخن) (2006)
- Rietas rukousmylly (طاحونة الصلاة الخليعة) (2007)
- Neitosten karkuretki (رحلة هروب العذارى) (2008)

## وصلات خارجية
- أرتو بآسيلينا على موقع IMDb (الإنجليزية)
- أرتو بآسيلينا على موقع مونزينجر (الألمانية)
- أرتو بآسيلينا على موقع ميوزك برينز (الإنجليزية)
- أرتو بآسيلينا على موقع ديسكوغز (الإنجليزية)
- أرتو بآسيلينا على موقع قاعدة بيانات الفيلم (الإنجليزية)
- أرتو باسيلينا
- عرض لرواية Maailman Paras Kylä (أفضل قرية في العالم)